# Eritreas præsidenter
Liste over Eritreas præsidenter indeholder foreløbig (pr 2015) én præsident, valgt i 1993.

## Liste over ledere iEritrea
| Periode                   | Præsident                                                      | Parti | Valg              |
| ------------------------- | -------------------------------------------------------------- | ----- | ----------------- |
| 29 maj 1991 – 24 maj 1993 | Isaias Afewerki, Generalsekretær i den provisoriske regeringen | DEFF  | Midlertidig       |
| 24 maj 1993 –             | Isaias Afewerki                                                | PFDJ  | Valgt 22 maj 1993 |